# Уэстборн-парк (станция метро)
«Уэстборн-парк» (англ. Westbourne Park) — станция Лондонского метрополитена в районе Уэстборн-Грин округа Вестминстер, расположенная между станциями «Лэдброк-Гроув» и «Ройал Оук». Относится ко второй тарифной зоне.
Несмотря на то, что движение поездов по линии Паддингтон — Хаммерсмит открылось 1 июня 1864 года, станция под таким названием приняла первых пассажиров только 1 февраля 1866 года. Однако, 31 октября 1871 года станция была закрыта и после реконструкции была открыта на нынешнем месте (немного восточнее предыдущей).
Когда-то на станции «Уэстборн-парк» останавливались пригородные железнодорожные поезда (станция была второй по пути следования от Паддингтонского вокзала), следующие по линии «Грейт Уэстерн Мейн Лайн» (англ. Great Western Main Line) на Бристоль и Гринвич, однако, в начале 1990-х годов пригородные поезда перестали останавливаться на данной станции из экономических соображений. На сегодняшний день станция обслуживается только поездами метро линии Хаммерсмит-энд-Сити.
Рядом со станцией находится автобусный гараж компании «Ферст Сентеруэст» (англ. First Centerwest).